# Горпенюк Дмитро Васильович
Дмитро́ Васи́льович Горпеню́к — полковник Збройних сил України.
Станом на 2009 рік — командир 54-го окремого Гвардійського розвідувального батальйону. У липні 2013-го — начальник розвідки 8-го армійського корпусу.

## Нагороди
За особисту мужність і героїзм, виявлені у захисті державного суверенітету та територіальної цілісності України, вірність військовій присязі під час російсько-української війни, відзначений — нагороджений
- 27 червня 2015 року — орденом Богдана Хмельницького III ступеня.